# Dark Secrets
Dark Secrets är det femte studioalbumet av det norska metal-bandet Gaia Epicus. Albumet utgavs den 26 mars 2012 av skivbolaget Epicus Records.

## Låtlista
1. "Beyond the Universe" – 5:02
2. "Hellfire" – 3:27
3. "Lost Forever" – 5:13
4. "Mirror of Truth" – 4:09
5. "Bounded by Blood" – 3:22
6. "Ode to the Past" – 2:49
7. "Farewell" – 3:52
8. "The Raven" – 3:28
9. "Behind These Walls" – 3:33
10. "Falling Into the Abyss" – 4:50
11. "Dark Secrets" – 6:35
12. "Last Chance" – 3:50

Alla låtar skrivna av Thomas Christian Hansen.

## Medverkande
Gaia Epicus
- Thomas Christian Hansen – sång, gitarr, keyboard

Bidragande musiker
- Michael T. Ross – keyboard
- Lasse Jensen – sologitarr
- Kristian Nergård – basgitarr
- Kristoffer Øyen – trummor
- John Erik Andersen – sång[2]
- Maria Kristin Sørensen – sång[2]

Produktion
- Thomas Christian Hansen – inspelning, ljudmix, mastering
- J.P Fournier – albumdesign